# José Eduardo Belmonte
Pour les articles homonymes, voir Belmonte.
José Eduardo Belmonte, né à São José dos Campos le 27 juillet 1970, est un réalisateur et scénariste brésilien primé. Diplômé en cinéma de l'Université de Brasilia (UNB), il a réalisé plus de 30 projets audiovisuels au cours de sa carrière, notamment des clips musicaux, des courts métrages, des longs métrages et des séries télévisées. Depuis 2016, il est directeur artistique de TV Globo.

## Filmographie

### Réalisateur
- 2005 : A Concepção (pt)
- 2008 : Se Nada mais Der certo (pt)
- 2012 : Billi Pig (pt)
- 2013 : O Gorila (pt)
- 2014 : Alemão (pt)
- 2014 : Mobília em Casa - Móveis Coloniais de Acaju e a Cidade (pt)
- 2016 : Entre Idas e Vindas (pt)
- 2019 : Carcereiros
- 2023 : O Pastor e o Guerrilheiro (pt)
- 2024 : Uma Família Feliz (pt)